# Goephanes virgulifer
Goephanes virgulifer är en skalbaggsart. Goephanes virgulifer ingår i släktet Goephanes och familjen långhorningar.

## Underarter
Arten delas in i följande underarter:
- G. v. virgulifer
- G. v. reductus
- G. v. apiceflava